# Діафрагма (анатомія)

Респіраторна система людини; діафрагма внизу

Діафра́гма (лат. diaphragma, від грец. διάφραγμα — «перегородка»), грудочеревна діафрагма — непарний сплощений м'яз, який розмежовує грудну та черевну порожнини. Наявність діафрагми властива лише ссавцям та крокодилам.                                                                                                                                                                                                                      
Утворена системою поперечносмугастих м'язів, які, очевидно, є похідними системи прямого м'язу живота. М'язові волокна поділяються на  три пучки: грудинний, реберний, поперековий. Починаючись  з периферії, всі три м'язові пучки прямують вгору та медіально, поєднуються своїми сухожилками і об'єднавшись, утворюють сухожилковий центр діафрагми(centrum tendineum) . Діафрагма має декілька природних отворів, найважливішими з яких є три : венозний - розташований у сухожилковій частині діафрагми, через нього проходять нижня порожниста вена та гілки діафрагмального нерву; аортальний - розташований у м'язовій частині, через нього проходять аорта та грудний лімфатичний проток; стравохідний - також знаходиться у м'язовій частині, через нього проходять стравохід та гілки блукаючого нерву.                                                                                                                                                                                                                    
Інервація діафрагми здійснюється парою діафрагмальних нервів та 6 нижніми міжреберними.                                                                                                                                                                                                                    

## Локалізація
Зазвичай верхівка правого купола діафрагми знаходиться на рівні четвертої, а лівого — на рівні п'ятої міжреберної щілини. Умовною зовнішньою межею діафрагми можна вважати край нижніх ребер. Під час вдиху куполи діафрагми опускаються на 2—3 см і стають плоскими.Під час видиху діафрагма розслабляється і стає куполоподібною.

## Функції
Функції діафрагми поділять на статичну і динамічну.
Статична функція полягає у підтримці коректних взаємовідносин між органами грудної та черевної порожнин.
Динамічну поділяють  на три окремі функції:
- респіраторна. В результаті рухів діафрагми, забезпечується основний об'єм повітря що надходить до легень: Опускаючись, при скороченні, діафрагма сприяє утворенню від'ємного тиску у плевральній порожнині, внаслідок чого відбувається акт вдиху.
- кардіо-васкулярна. Під час вдиху серцева сумка і найнижча частина нижньої порожнистої вени (лат. vena cava inferior) розширюються. В той же час опускання діафрагми і одночасне підвищення внутрішньочеревного тиску витискають кров із печінки в порожнисту вену, що і сприяє постійному відтоку венозної крові до серця. Крім того, це сприяє відтоку крові від органів черевної порожнини і притоку її до серця. Діафрагма також є природною "помпою" для лімфатичної системи організму, її рухи створюють умови для напрямку руху лімфи вгору.
- моторно-харчова: грудочеревна діафрагма бере активну участь у переміщенні їжі по стравоходу.